# Tarqeq (maan)
Tarqeq, is een maan van Saturnus. De maan is ook bekend als Saturnus LII; de voorlopige aanduiding was S/2007 S 1.
De ontdekking is door Scott S. Sheppard, David C. Jewitt, Jan Kleyna, en Brian G. Marsden aangekondigd op 13 april 2007, gebaseerd op observaties genomen tussen 5 januari 2006 en 22 maart 2007.
De maan maakt deel uit van de Inuitgroep. Tarqeq is genoemd naar de maangod van de Inuit.